# Lilo (affluent droit du Lwalaba)
Pour les articles homonymes, voir Lilo.
La Lilo, est une rivière du Congo-Kinshasa et un affluent droit du Lwalaba (fleuve Congo) dans lequel elle se jette à Ubundu. Elle n’est pas à confondre avec la rivière Lilo, affluent gauche du Lwalaba, dont la confluence est 26 km plus au sud.